# البرم (حرض)

تعديل مصدري - تعديل

البرم هي إحدى قرى عزلة الفج بمديرية حرض التابعة لمحافظة حجة، بلغ تعداد سكانها 453 نسمة حسب تعداد اليمن لعام 2004.